# 弗納 (佛羅里達州)
弗納（英語：Verna）是位於美國佛羅里達州馬納提縣的一個非建制地區。該地的面積和人口皆未知。

## 地理
弗納的座標為27°23′14″N 82°16′05″W / 27.38722°N 82.26806°W，而該地的平均海拔高度為28米（即92英尺）。